# Gaillan-en-Médoc
Gaillan-en-Médoc är en kommun i departementet Gironde i regionen Nouvelle-Aquitaine i sydvästra Frankrike. Kommunen ligger i kantonen Lesparre-Médoc som tillhör arrondissementet Lesparre-Médoc. År 2022 hade Gaillan-en-Médoc 2 376 invånare.

## Befolkningsutveckling
Antalet invånare i kommunen Gaillan-en-Médoc
Referens:INSEE